# Azul Linhas Aéreas
Azul Linhas Aéreas – brazylijska linia lotnicza z siedzibą w Barueri w stanie São Paulo.

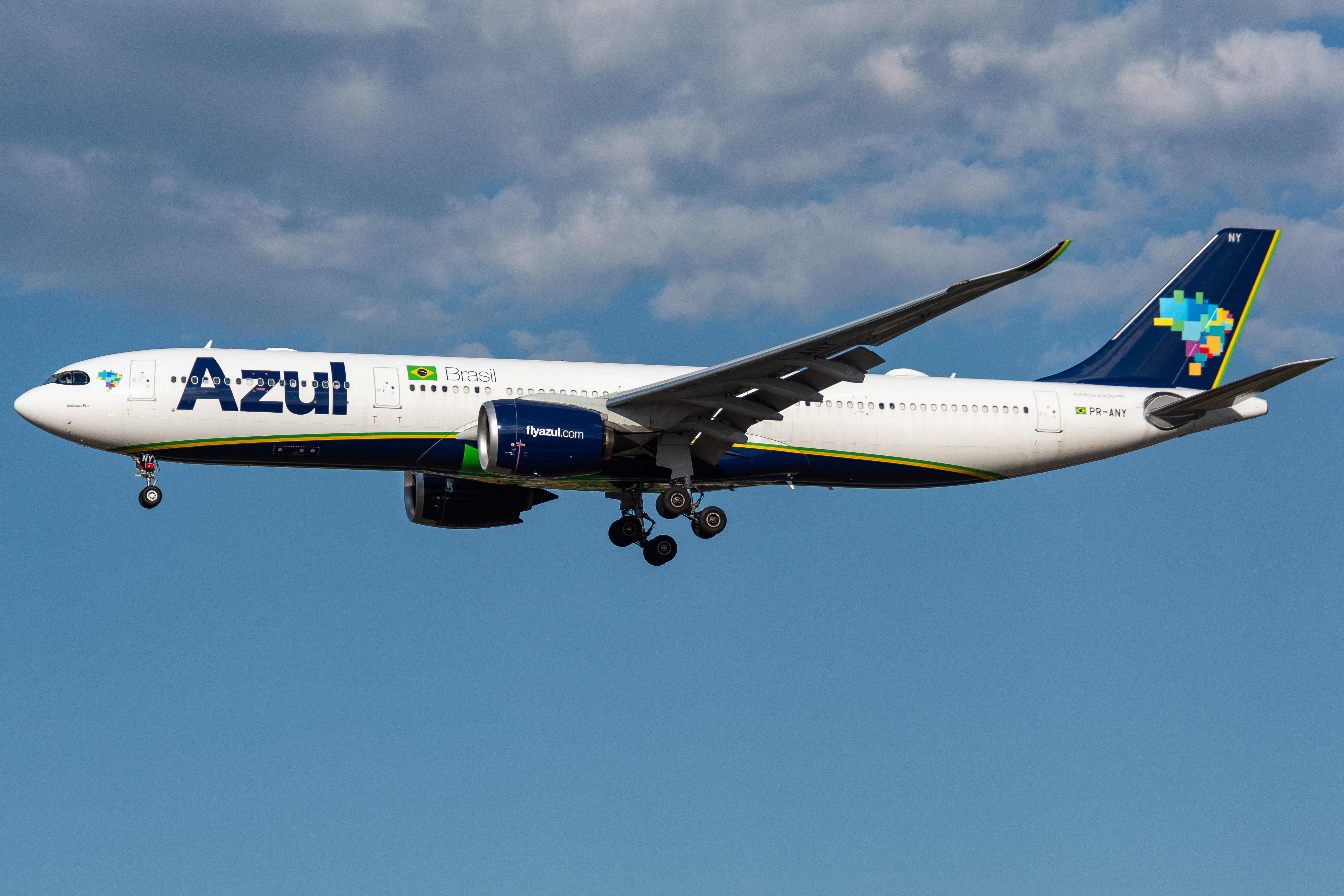
Airbus A330-900 w barwach Azul Linhas Aéreas

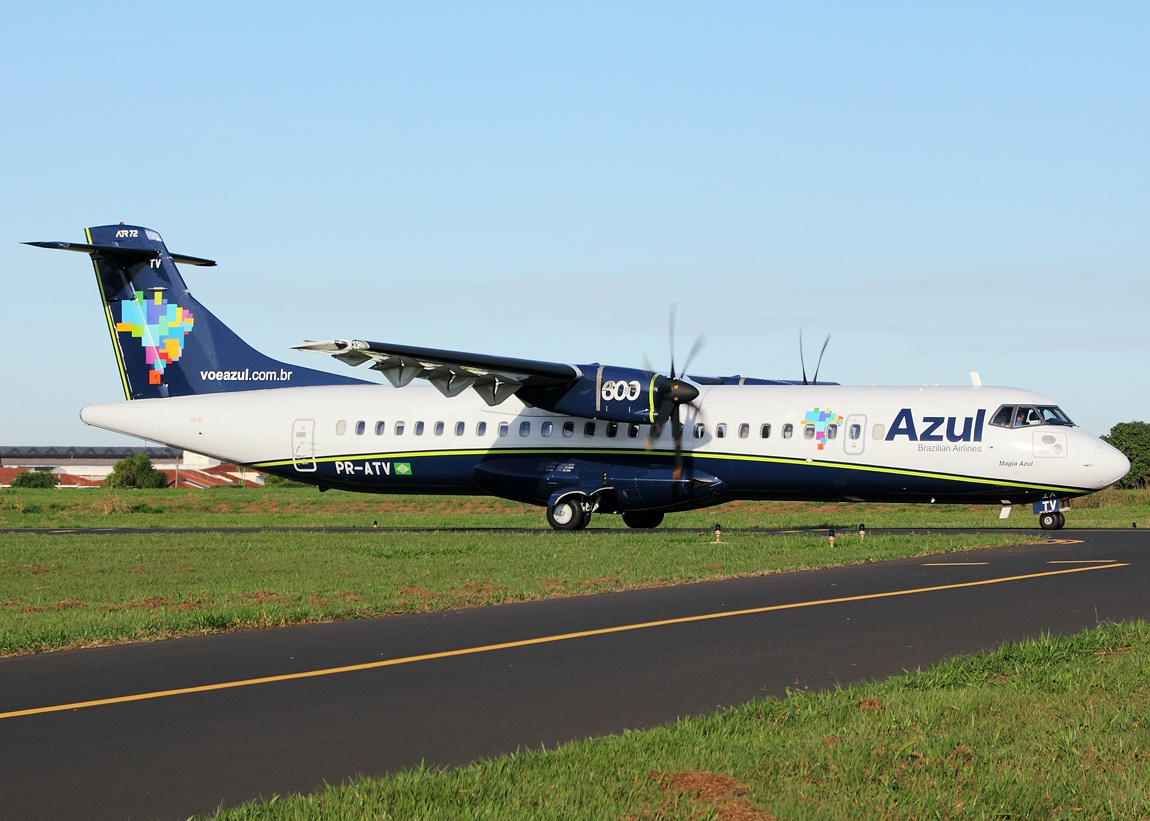
ATR 72-600 należący do linii

Agencja ratingowa Skytrax przyznała linii 3 gwiazdki.

## Połączenia
W 2025 Azul realizował połączenia na trasach krajowych i międzynarodowych do 141 lotnisk w 9 krajach.
Ze swoich głównych węzłów przesiadkowych operował na następującej liczbie tras:
| Port lotniczy  | Port lotniczy | Liczba kierunków | Źródło |
| Miasto         | IATA          | Liczba kierunków | Źródło |
| -------------- | ------------- | ---------------- | ------ |
| Belem          | BEL           | 21               | [ 3 ]  |
| Belo Horizonte | CNF           | 61               | [ 4 ]  |
| Campinas       | VCP           | 72               | [ 5 ]  |
| Kurytyba       | CWB           | 20               | [ 6 ]  |
| Manaus         | MAO           | 19               | [ 7 ]  |
| Recife         | REC           | 36               | [ 8 ]  |

## Flota
Według stanu na sierpień 2025 flota Azul składała się ze 182 samolotów, w tym 2 przeznaczonych do transportu cargo, o średnim wieku 8,1 lat:
| Samolot         | Samolot | Samolot   | Liczba miejsc      | Liczba miejsc      | Liczba miejsc      | Uwagi |
| Model           | Aktywne | Zamówione | B                  | E                  | Łącznie            | Uwagi |
| --------------- | ------- | --------- | ------------------ | ------------------ | ------------------ | ----- |
| ATR 72          | 42      | 3         | –                  | 68                 | 68                 |       |
| ATR 72          | 42      | 3         | –                  | 70                 | 70                 |       |
| ATR 72          | 42      | 3         | –                  | 72                 | 72                 |       |
| Airbus A320neo  | 51      | –         | –                  | 162                | 162                |       |
| Airbus A320neo  | 51      | –         | –                  | 165                | 165                |       |
| Airbus A320neo  | 51      | –         | –                  | 174                | 174                |       |
| Airbus A321-200 | 2       | –         | konfiguracja cargo | konfiguracja cargo | konfiguracja cargo |       |
| Airbus A321neo  | 6       | –         | –                  | 214                | 214                |       |
| Airbus A330-200 | 5       |           | 35                 | 207                | 242                |       |
| Airbus A330-200 | 5       | 22        | 240                | 262                |                    |       |
| Airbus A330-900 | 5       | 2         | 34                 | 264                | 298                |       |
| Embraer 195     | 36      | –         | –                  | 118                | 118                |       |
| Embraer 195-E2  | 35      | 8         | –                  | 136                | 136                |       |
| Łącznie         | 182     | 13        |                    |                    |                    |       |